# Sakesphoroides
Sakesphoroides é um gênero de pássaros endêmicos do Brasil da família Thamnophilidae.

## História
Anteriormente a Choca-do-nordeste era inserida no gênero Sakesphorus, isso mudou quando Rolf Grantsau descreveu o gênero Sakesphoroides no livro Guia completo para identificação das aves do Brasil.
Posteriormente, análises moleculares validaram o gênero.

## Espécies
- Sakesphoroides cristatus
- Sakesphoroides niedeguidonae